# 404 pr. n. št.

## Dogodki
- konec peloponeške vojne (od 431 pr. n. št.)
- konec dekelejsko-jonske vojne (od 414 pr. n. št.)
- upor v Egiptu (samostojnost do 342 pr. n. št.).

## Smrti
- Alkibiad, atenski vojskovodja in državnik, * 450 pr. n. št.
- Darej II., vladar perzijskega Ahemenidskega cesarstva (* 475 pr. n. št.)